# 伦敦大轰炸

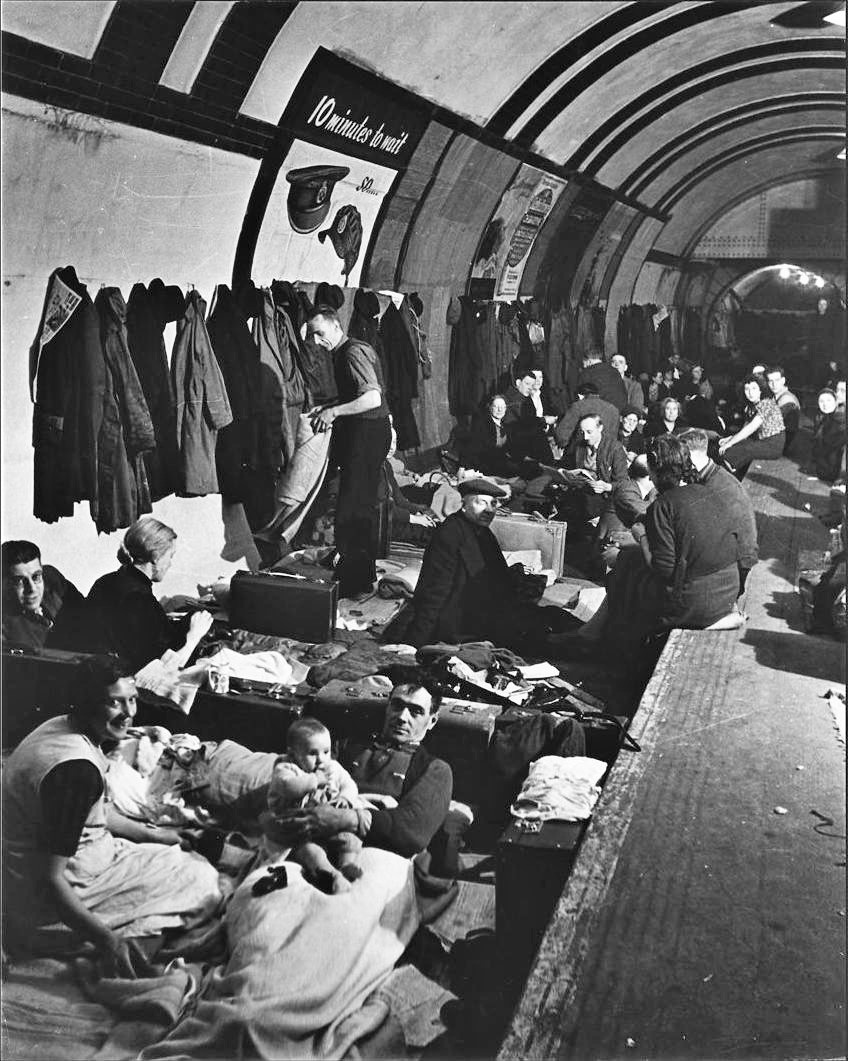
倫敦市民逃入地下鐵避難。

伦敦轰炸（英語：The Blitz）是指在第二次世界大战中纳粹德国对英国首都伦敦实施的战略轰炸。德国对英国的轰炸发生在1940年9月7日至1941年5月10日间，轰炸范围遍及英国的各大城市和工业中心，但以伦敦受创最为严重。一直到不列颠战役结束，伦敦已被轰炸超过76个昼夜，超过4.3万名市民死亡，并有约10万幢房屋被摧毁。伦敦因此成为第二次世界大战期间遭受轰炸最为严重的城市之一。
由于闪电战在欧洲大陆的成功，德国同样试图用「空中闪电战」击溃英国的防御限度。由于海狮计划的无限期推迟，德国空军元帅戈林便制定了所谓鹰日计划：对伦敦和各大工业城市实行不分昼夜，不分军民的战略轰炸。德国空军的作战方针使得英国皇家空军有了充实队伍的机会，使得英国的空中实力不降反升。皇家空军逐渐恢复了制空权，并对德国本土实施了象征性的轰炸。苏德战争爆发后，轰炸终于不了了之。
到了1944年诺曼底登陆前夕，德国将最新研制的V-1飛彈和V-2飞弹布署在法国北部海岸，对盟国展开了最后一次空中进攻。直到同年6月6日，8,938名伦敦市民死于导弹的袭击。加上零星轰炸时死亡的人数，死亡人数超过6万。